# LIVE!! ACT TULIP Vol.3 鈴蘭&田園ライブ!!
『LIVE!! ACT TULIP Vol.3 鈴蘭＆田園ライヴ!!』（ライヴ‼アクト・チューリップ ボリューム3 すずらんアンドでんえんライヴ‼）は、チューリップのライブ・アルバム。1978年12月1日発売。

## 解説
鈴蘭高原での1回目のライブと、田園コロシアムでのライブの一部を収録したアルバムである。ライブバンドとしての地位を確立したバンドによる大規模イベントの様子を窺うことができる。
また、第1期のメンバー全員がボーカルを担当する曲を全て収録した唯一のライブ・アルバムである。

## 収録曲
Side 1
1. Hello, How are you?（Opening）
  - ※オープニングSE  ～Welcome to my house
  - 作詞：Bert. T／作曲：財津和夫　ボーカル：財津和夫
2. 二人だけの夜　※財津のソロ楽曲
  - 作詞／作曲：財津和夫　ボーカル：財津和夫
3. 新しい夜だから
  - 作詞／作曲：財津和夫　ボーカル：財津和夫
4. サボテンの花
  - 作詞／作曲：財津和夫　ボーカル：財津和夫
5. タイピスト
  - 作詞：上田雅利／作曲：吉田彰　ボーカル：上田雅利
6. 夏に別れを
  - 作詞／作曲：安部俊幸　補作詞：財津和夫・吉田彰　ボーカル：安部俊幸

Side 2
1. もう一杯のウヰスキー
  - 作詞／作曲：吉田彰　ボーカル：吉田彰
2. ある昼下がり
  - 作詞／作曲：姫野達也　ボーカル：姫野達也
3. Upside-down
  - 作詞／作曲：財津和夫　ボーカル：財津和夫
4. 恋のドラキュラ
  - 作詞／作曲：財津和夫　ボーカル：財津和夫
5. 火馬は馬鹿
  - 作詞：財津和夫／作曲：姫野達也　ボーカル：姫野達也
6. 逆回転
  - 作詞／作曲：財津和夫　ボーカル：財津和夫
7. 心の糸
  - 作詞／作曲：財津和夫　ボーカル：財津和夫

Side-3
1. 約束
  - 作詞／作曲：財津和夫　ボーカル：財津和夫
2. I wanna be your man
  - 作詞／作曲：Lennon-McCartney　ボーカル：財津和夫
  - オリジナルはローリング・ストーンズのためにジョンとポールが作成した楽曲で、ビートルズ版ではリンゴがボーカルを担当していた。
  - オリジナルのノリの良いアップテンポな楽曲とは違う凝ったアレンジが特徴。
3. Ticket to ride
  - 作詞／作曲：Lennon-McCartney　ボーカル：財津和夫
  - 2曲目と同様、オリジナルと違うアレンジが特徴的で、安部のカッティングギターが光る1曲。
4. 僕はライオン
  - 作詞／作曲：財津和夫　ボーカル：財津和夫
5. 夕陽を追いかけて
  - 作詞／作曲：財津和夫　ボーカル：財津和夫

Side-D
1. 仔牛のロー・カウジ―
  - 作詞／作曲：財津和夫　ボーカル：財津和夫
2. 人生の始まり
  - 作詞／作曲：財津和夫　ボーカル：財津和夫
3. 光の輪　※財津のソロ楽曲
  - 作詞／作曲：財津和夫　ボーカル：財津和夫
4. 私のアイドル
  - 作詞／作曲：財津和夫　ボーカル：財津和夫
5. 夢中さ君に
  - 作詞／作曲：財津和夫　ボーカル：財津和夫
6. Good-bye, so long　※エンディングSE

## クレジット
SHOO KUSANO-SHINKO PRODCTIONS
SUPERVISOR-SHIRO NISHIDA
ALL SONGS COMPOSED, ARRANGED & PLAYED BY TULIP
RECORDING PRODUCER-KAZUNAGA NITTA
RECORDING DIRECTOR-KEIICHI YONEDA
STAGE PRODUCER-EIJI OKADA
STAGE DIRECTOR-MASASHI NISHIOKA
RECORDING MIXER-TAKESHI ITO
P.A. MIXER-KYOSUKE HAYASHI
LIGHTING PRODUCER-MITSUMASA HAYASHI
STAGE KEEPER-SATOSHI TATEDA, HIDEAKI FUCHIDA, MITSUHIRO NAGAO
STAGE MONITOR MIXER-JUNICHI IIOKA
PINSPOT SHOOTER-BIN OKADA, NEE ARAKI
INSTRUMENTS ENGINEER-SHINICHI ABE, YOSHINARI HIGURE
ALBUM ART DIRECTION-TAKUYA ONO, TOSHIO MATSUMOTO
PHOTOGRAPHY-TAMJIN, KOH KOIZUMI
MANAGEMENR-SHUNJI UENO
Recorded at Suzuran plateau and Denen coliseum
I dedicate thi record to Riichi Shonen